# Hautot-sur-Seine
Hautot-sur-Seine ist eine französische Gemeinde mit 395 Einwohnern (Stand: 1. Januar 2022) im Département Seine-Maritime in der Region Normandie. Hautot-sur-Seine gehört zum Arrondissement Rouen und ist Teil des Kantons Canteleu (bis 2015: Kanton Grand-Couronne). Die Einwohner werden Hautotais genannt.

## Lage
Hautot-sur-Seine liegt etwa elf Kilometer südwestlich von Rouen an der Seine. Umgeben wird Hautot-sur-Seine von den Nachbargemeinden Val-de-la-Haye im Norden und Nordosten, Grand-Couronne im Süden und Südosten sowie Sahurs im Westen.

## Einwohnerentwicklung
| 1962                      | 1968 | 1975 | 1982 | 1990 | 1999 | 2006 | 2013 |
| ------------------------- | ---- | ---- | ---- | ---- | ---- | ---- | ---- |
| 206                       | 207  | 223  | 278  | 360  | 352  | 346  | 393  |
| Quelle: Cassini und INSEE |      |      |      |      |      |      |      |

## Sehenswürdigkeiten
- Kirche Saint-Antoine-et-Saint-Thibault aus dem 15. Jahrhundert
- Schloss Hautot aus dem 18./19. Jahrhundert
- Schloss Farceaux, ursprünglich im 12. Jahrhundert errichtet, im 19. Jahrhundert umgebaut
- Friedhofskapelle, Monument historique
- Mühle

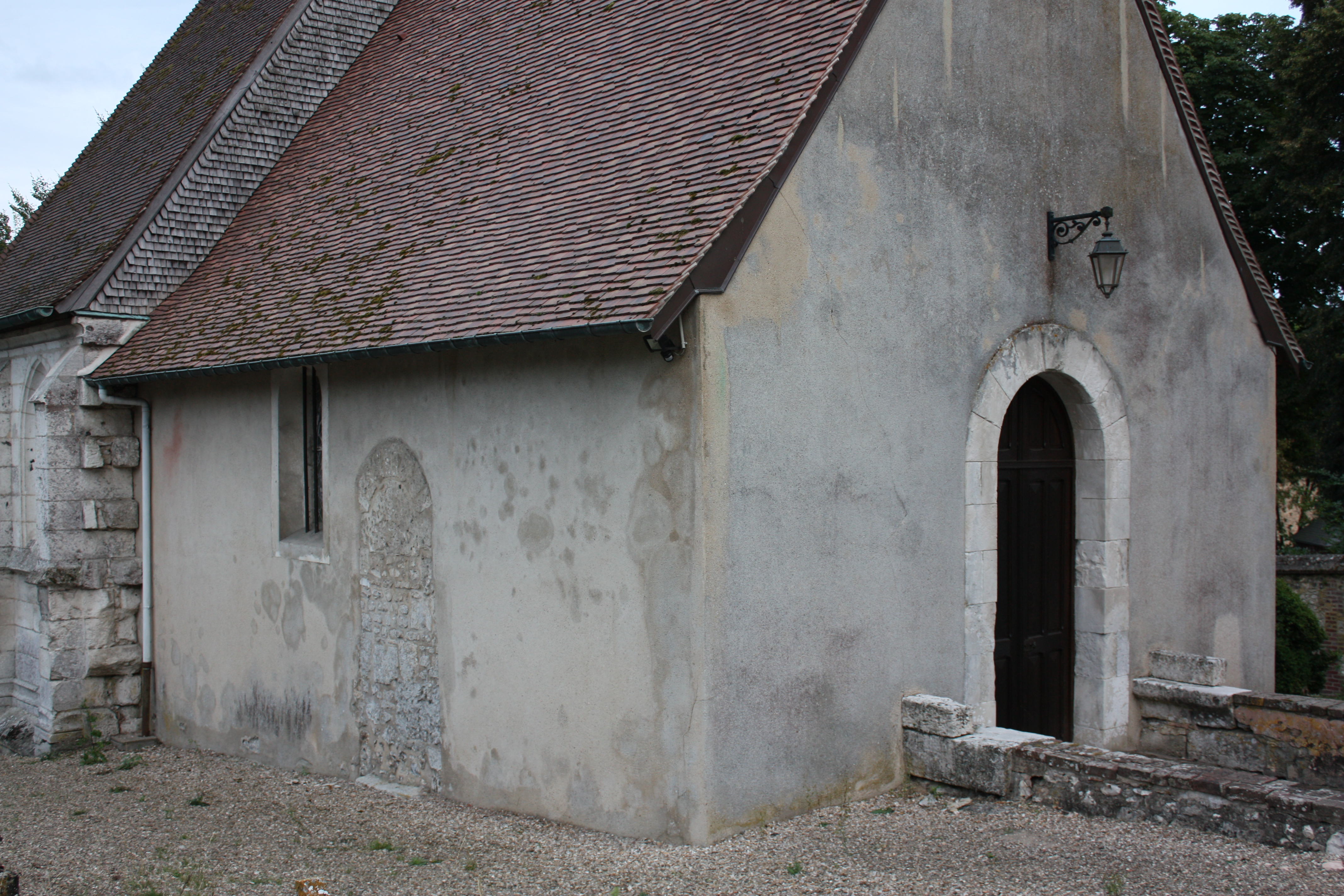
Friedhofskapelle
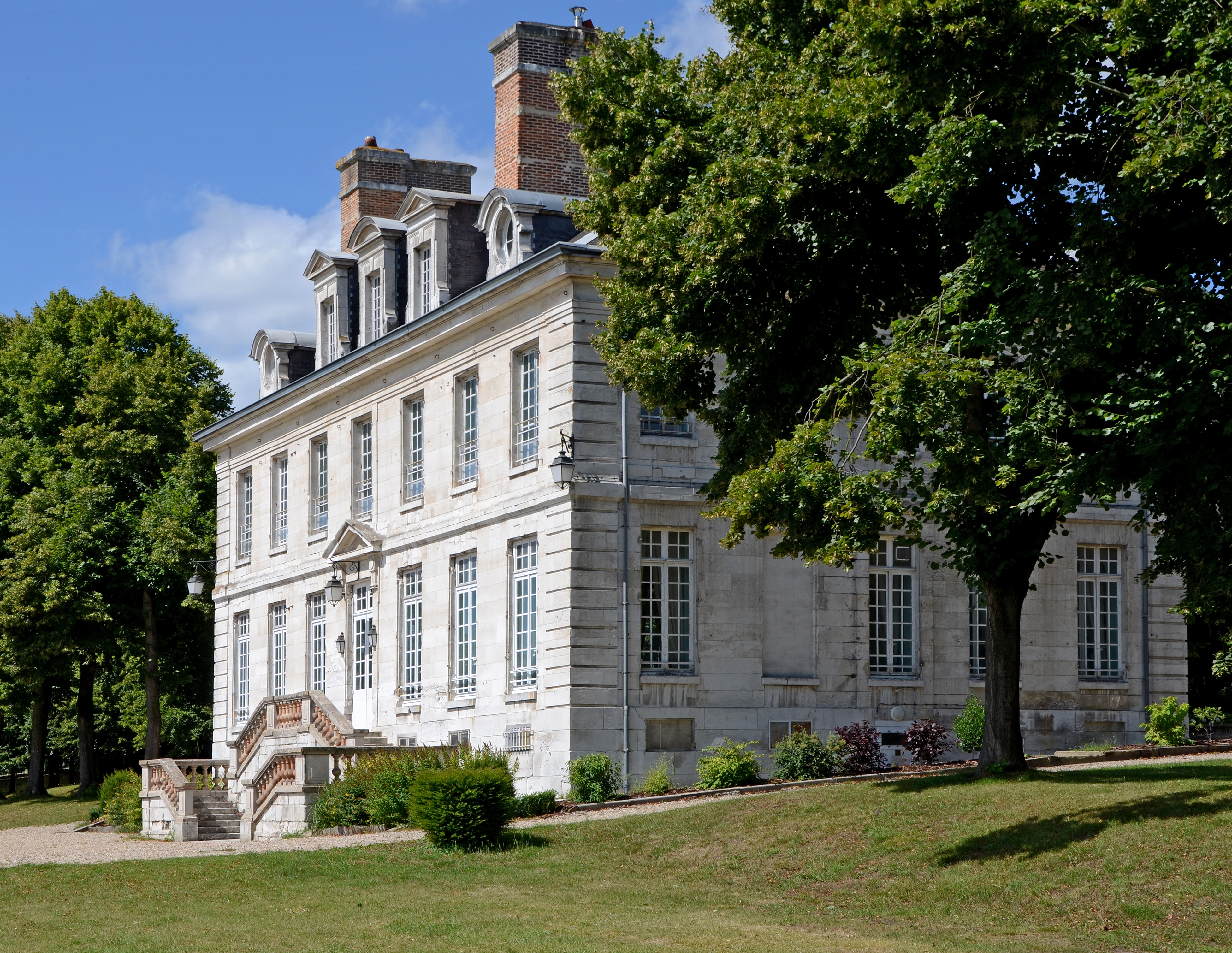
Schloss Hautot